# Square One (singolo)
Square One è il singolo di debutto del girl group sudcoreano Blackpink, pubblicato l'8 agosto 2016 e costituito da due tracce: Whistle (휘파람?, HwiparamLR) e Boombayah (붐바야?, Bumba-yaLR).

## Pubblicazione
Il 29 giugno 2016, la YG Entertainment ha confermato ufficialmente che le Blackpink avrebbero presto debuttato, segnando il primo gruppo femminile dell'agenzia in sette anni, dal debutto delle 2NE1. Il 29 luglio 2016, la compagnia ha annunciato che il debutto delle Blackpink avrebbe avuto luogo l'8 agosto. Il 6 agosto, i brani Whistle, insieme a Boombayah, si sono rivelati essere i due brani per il loro primo singolo Square One.

## Descrizione
Whistle è composto in chiave di Si maggiore; ha un tempo di 103 battiti per minuto. Boombayah è composto in chiave di Fa minore e ha un tempo di 125 battiti per minuto.

## Promozione
Le Blackpink hanno eseguito Whistle in diverse cerimonie di premiazione in Corea del Sud, tra cui gli Asia Artist Awards e Melon Music Awards del 2016. Inoltre hanno eseguito il brano alla 31ª edizione dei Golden Disc Awards il 13 gennaio 2017 e ai Gaon Chart Music Awards il 22 febbraio.
Si sono esibite con Boombayah al programma televisivo musicale Inkigayo per due settimane consecutive dal 14 agosto 2016. Il 19 gennaio 2017 hanno nuovamente esibito il brano ai Seoul Music Awards.

## Accoglienza
Whistle ha ricevuto recensioni positive da parte della critica. Jeff Benjamin di Billboard ha affermato che la canzone «riunisce il canto appassionato e la loro consegna hip-hop giovanile con un minimo di drum and bass e un innegabile fischio». Brittany Spanos di Rolling Stone ha inserito le Blackpink nella sua lista 10 New Artists You Need to Know: September 2016 (10 nuovi artisti che devi conoscere: settembre 2016), dicendo che sembra un perfetto aggiornamento pop del pezzo classico altrettanto allegro degli Ying Yang Twins, Whistle While You Twurk». Joey Nolfi di Entertainment Weekly ha detto che la canzone «accende rapidamente il calore, sovrapponendo irresistibili schiocchi di dita, un ponte sdolcinato, riff di chitarra elettrica, bassi mastodontici e, ovviamente, fischi accompagnati da campanacci di mucca», e ha osservato che la canzone sarebbe stata adatta per le classifiche americane. In una recensione della discografia del gruppo nel maggio 2019, Rhian Daly di NME ha affermato che, nonostante la natura più tranquilla del brano, in contrasto con la maggior parte delle canzoni del gruppo, «dà alla band la possibilità di comandare le cose solo con le loro voci - qualcosa che loro fanno con facilità». Palmer Haasch di Business Insider ha classificato la canzone come il terzo miglior singolo in assoluto del gruppo, affermando che «dall'apertura di Jisoo con la frase Hey boy, è bello e fiducioso, cucito insieme con un fischietto ed elementi di produzione minimalisti che consentono alla voce dei membri di risaltare». Billboard ha classificato il pezzo come la 4ª migliore canzone K-pop del 2016 e la 26ª migliore canzone K-pop degli anni 2010, scrivendo che «trabocca di sicurezza e ha reso il concetto di girl crush delle Blackpink incredibilmente fresco».
Anche Boombayah ha ricevuto recensioni positive da parte della critica. Jeff Benjamin della rivista sopracitata ha affermato che «abbracciano la sensibilità hip-hop e i suoni pronti per i club con cui i loro senior hanno guadagnato un seguito internazionale», riferendosi ai loro colleghi Psy, Big Bang e 2NE1, con il «boom e con ritmi esotici».

### Riconoscimenti
Whistle ha ricevuto diversi riconoscimenti, tra cui un Circle Chart Music Awards e un MAMA Awards.
Premi dei programmi musicali
- Inkigayo
  - 21 agosto 2016 (Whistle)[21]
  - 11 settembre 2016 (Whistle)[22]

- M Countdown
  - 8 settembre 2016 (Whistle)[23]

## Video musicali
Il video musicale di Whistle, diretto da Beomjin J della ditta VM Project Architecture, è stato pubblicato attraverso il canale YouTube del gruppo. La clip ha superato quasi 10 milioni di visualizzazioni in cinque giorni. Il video con la coreografia della canzone è stato pubblicato il 18 agosto successivo. Il video ha superato 500 milioni di visualizzazioni a giugno 2020, e 800 milioni di visualizzazioni a settembre 2022.
Il video musicale di Boombayah, diretto da Seo Hyun-seung, è stato pubblicato in contemporanea con il video di Whistle. A giugno 2024, il video ha superato 1,7 miliardi di visualizzazioni.

## Tracce
Testi e musiche di Teddy, Bekuh Boom, B.I e Future Bounce.
Download digitale
1. Whistle (휘파람?, HwiparamLR) – 3:33
2. Boombayah (붐바야?, Bumba-yaLR) – 4:02

## Formazione
Musicisti
- Blackpink – voci
- Teddy – arrangiamento

Produzione
- Teddy – produzione
- Bekuh Boom – produzione (Whistle)
- Future Bounce – produzione (Whistle)

## Successo commerciale
Commercialmente, Whistle ha avuto successo in Corea del Sud. Nella Circle Chart ha esordito in vetta alla classifica, diventando la loro prima numero uno in suolo sudcoreano. Negli Stati Uniti, il brano ha debuttato alla 2ª posizione della classifica World Digital Songs.
Boombayah ha debuttato alla 7ª posizione nella classifica dei singoli sudcoreana, vendendo 88 215 unità. Negli Stati Uniti, ha debuttato in cima alla classifica World Digital Songs per la settimana del 27 agosto 2016. Entrambe le canzoni hanno spostato circa 6 000 unità digitali ciascuna nella loro prima settimana di uscita, con Boombayah che ha venduto leggermente di più. Le Blackpink sono diventate solo le settime artiste del K-pop a raggiungere il numero uno in classifica, unendosi a Psy, Big Bang, 2NE1, Exo, CL, BTS, G-Dragon e Taeyang. Le Blackpink hanno battuto il record per il essere il gruppo più veloce a raggiungere la vetta della classifica nella storia.

## Classifiche
| Classifica (2016-17)                                         | Posizione massima | Posizione massima |
| Classifica (2016-17)                                         | Boombayah         | Whistle           |
| ------------------------------------------------------------ | ----------------- | ----------------- |
| Corea del Sud                                                | 7                 | 1                 |
| Filippine                                                    | —                 | 95                |
| Francia                                                      | 196               | —                 |
| "—" indica una pubblicazione non classificata in quel paese. |                   |                   |